# Robert Farah
Robert Charbel Farah Maksoud (n. 20 ianuarie 1987) este un jucător de tenis profesionist columbian, care este fost numărul 1 mondial la dublu.
Cea mai înaltă poziție în clasamentul ATP la simplu este locul 163 atins în iunie 2011, însă cea mai mare parte a succesului său a fost la dublu. Farah este de două ori campion de Grand Slam, după ce a câștigat atât Campionatul de la Wimbledon, cât și US Open în 2019 la dublu masculin, alături de compatriotul Juan Sebastián Cabal. Perechea a terminat, de asemenea, pe locul secund la Openul Francez din 2011, iar Farah a ajuns în finala de dublu mixt la Campionatele de la Wimbledon din 2016 și la French Open 2017 cu Anna-Lena Grönefeld.
Farah a câștigat 18 titluri de dublu la ATP Tour, inclusiv două la nivel de Masters 1000, și a devenit pentru prima dată numărul 1 mondial la dublu pe 15 iulie 2019. El a petrecut un total de 68 de săptămâni în fruntea clasamentului de dublu, și a fost numărul 1 la sfârșitul anului atât în 2019, cât și în 2020. Farah a reprezentat Columbia în Cupa Davis din 2010, precum și la Jocurile Olimpice din 2016 și 2020.